# Brilbeer
De brilbeer (Tremarctos ornatus) is de enige nu nog levende soort in het geslacht Tremarctos van de beren (Ursidae). Het is een middelgrote beer waarvan kop en romp 1,20 tot 1,75 m lang zijn, met een dichte, lange, ruige, zwarte tot donkere roodbruine vacht met roomwitte vlekken op de kin, nek en borst, en vaak rond de snuit en ogen. 
Het is de enige berensoort die van nature in Zuid-Amerika leeft, waar hij voorkomt in het tropische Andesgebergte van Venezuela, Colombia, Ecuador, Peru, Bolivia en het noordelijkste puntje van Argentinië. 
De brilbeer wordt beschouwd als kwetsbaar door de International Union for Conservation of Nature and Natural Resources (IUCN) en is opgenomen in CITES-bijlage I. De belangrijkste bedreigingen zijn verlies en versnippering van leefgebieden, illegale jacht, conflicten tussen mens en beer en hoogstwaarschijnlijk klimaatverandering.

## Beschrijving
De brilbeer is een middelgrote beer met afgeronde oren en een korte staart. De voorpoten zijn langer dan de achterpoten, de gebogen klauwen kunnen niet ingetrokken worden en het dier loopt op de vlakke handen en voeten. Zijn vacht bestaat uit dicht, lang en grof haar. De kleur van de vacht varieert van zwart of zwartachtig bruin tot zwartachtig rood. Individuele beren vertonen meestal witte, roomkleurige of gelige vlekken rond de ogen, die doorlopen naar de snuit, wangen, keel, nek en borst. Deze markeringen zijn zeer variabel over het verspreidingsgebied van de brilbeer, niet alleen in kleur maar ook in grootte, en ze kunnen variëren van prominent tot volledig afwezig. Toch zijn ze het meest onderscheidende uiterlijke kenmerk van de brilbeer. Als de vlekken aanwezig zijn, vallen ze meer op bij de jonge beren, terwijl bij volwassenen de gezichtsvlekken dunner kunnen worden naarmate ze ouder worden. De vorm van de vlekken duidt niet op familierelaties tussen individuen. 
Zoals bij alle beren, zijn bij de brilbeer de mannetjes veel groter dan de vrouwtjes. Volwassen mannetjes zijn zo'n 50% groter dan vrouwtjes. De schedel van de mannetjes is met 22,5 tot 25 cm ook langer dan die van de vrouwtjes met 18 tot 23 cm. De mannetjes hebben een goed ontwikkelde beenkam in de lengte over de schedel lopen die bij vrouwtjes afwezig of veel kleiner is. Het mannetje is met ongeveer 150 kg een stuk zwaarder dan het vrouwtje dat zo'n 60 kg weegt. De staartlengte is 7 tot 12 cm. 
In gevangenschap kunnen deze beren ruim veertig jaar oud worden.

### Anatomie

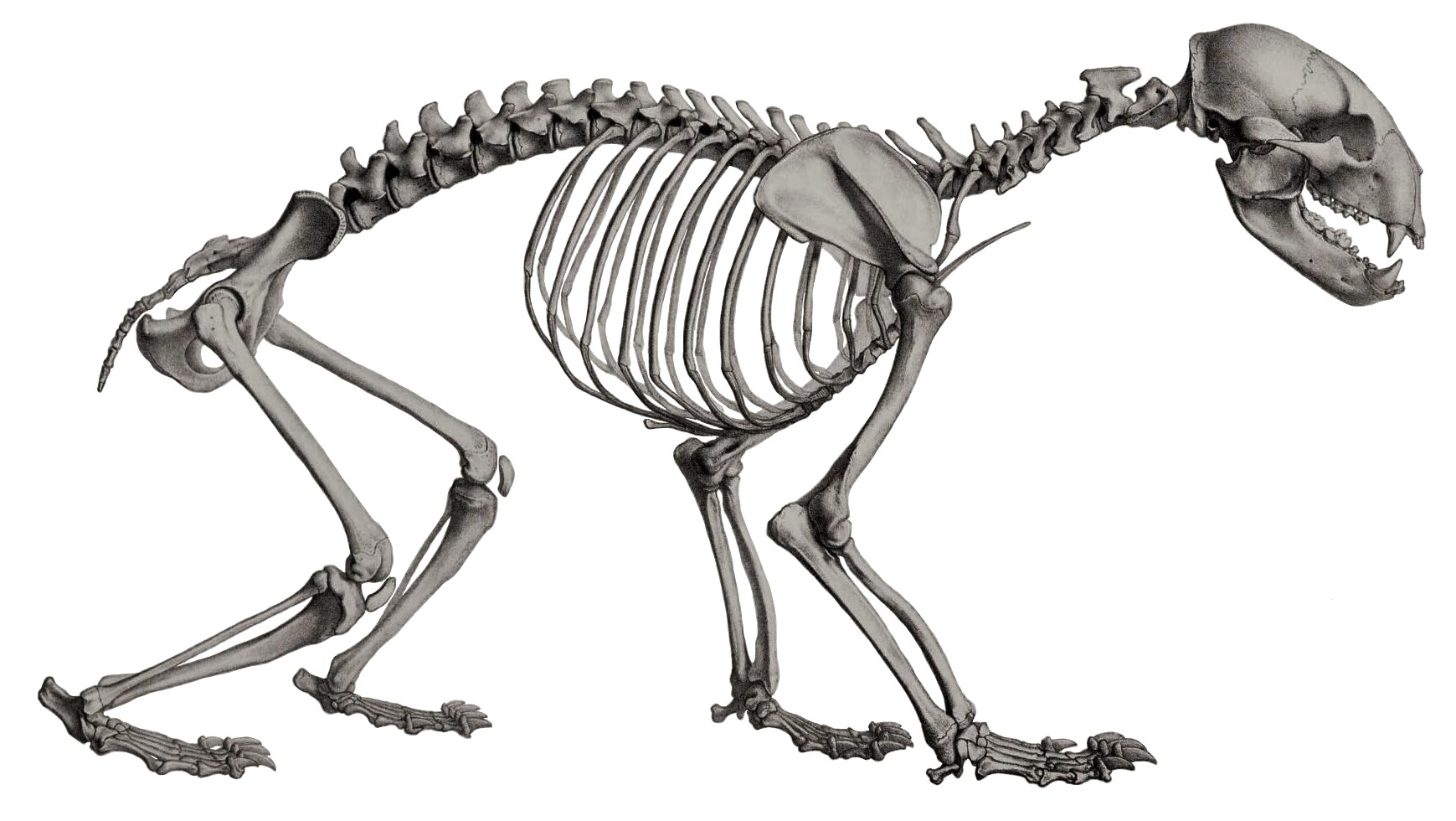
gravure van het skelet

De brilbeer heeft geen onderbreking in de tandenrij tussen de hoektand en de kiezen, in tegenstelling tot de insectenetende (bijvoorbeeld de kraagbeer) en vleesetende (bijvoorbeeld de ijsbeer) beren. De tandformule van de volwassen brilbeer is 3.1.4.23.1.4.3 × 2 = 42, dat wil zeggen drie snijtanden, een hoektand, vier valse kiezen en twee ware kiezen in elke helft van de bovenkaak, en drie snijtanden, een hoektand, vier valse kiezen en drie ware kiezen in elke helft van de onderkaak. 
De schedel van de brilbeer is breed en zwaar met dikke botwanden en een hoge botdichtheid. Deze kenmerken passen bij een omnivoor dieet met een hoge consumptie van planten. T. ornatus heeft bladvormige hoektanden met vergrote kiezen, karakteristieke eigenschappen van allesetende soorten. 
De tong is breed (3,5 cm). De lippen zijn groot en flexibel, zoals bij alle beren. Het hersengewicht van een beer in gevangenschap was 240 g. De beren hebben drie keelzakken die wellicht een rol spelen bij het maken van geluiden.

### Ontwikkeling
De vrouwtjes worden seksueel volwassen op de leeftijd van 4–7 jaar. De zwangerschap duurt 120 tot 125 dagen, wat vergelijkbaar is met de zonnebeer, maar kan uitlopen tot ongeveer een jaar als er sprake is van uitgestelde innesteling. Er worden tegelijk 1 tot 3 jongen geboren. Bij de geboorte zijn ze 22,5-28 cm lang en hebben een gewicht tussen 300 en 500 g. De pasgeboren beertjes zijn zwart, hebben nog geen tanden en de ogen zijn nog gesloten. De ogen gaan volledig open na een maand. De groeisnelheid is ongeveer 5 cm/dag.

### Chromosomen
Hoewel alle andere beren 74 chromosomen hebben en de reuzenpanda er 42 heeft, is het chromosoombeeld van de brilbeer totaal anders. De brilbeer heeft 26 paar grotendeels tweearmige homologe chromosomen (2n=52). Het X-chromosoom is relatief groot met de centromeer dicht bij het midden. Het Y-chromosoom is kleiner en heeft de centromeer dicht bij een van de uiteinden. Het chromosoombeeld begon ongeveer 11 miljoen jaar af te wijken van een voorouder met chromosomen zoals de andere beren ze nu nog hebben en verschilt van die van de veronderstelde voorouder door twee totale chromosoomfusies, twee chromosoomsplijtingen, elf fusies van de lange armen van twee verschillende chromosomen en één inversie.

### Verschillen met andere beren

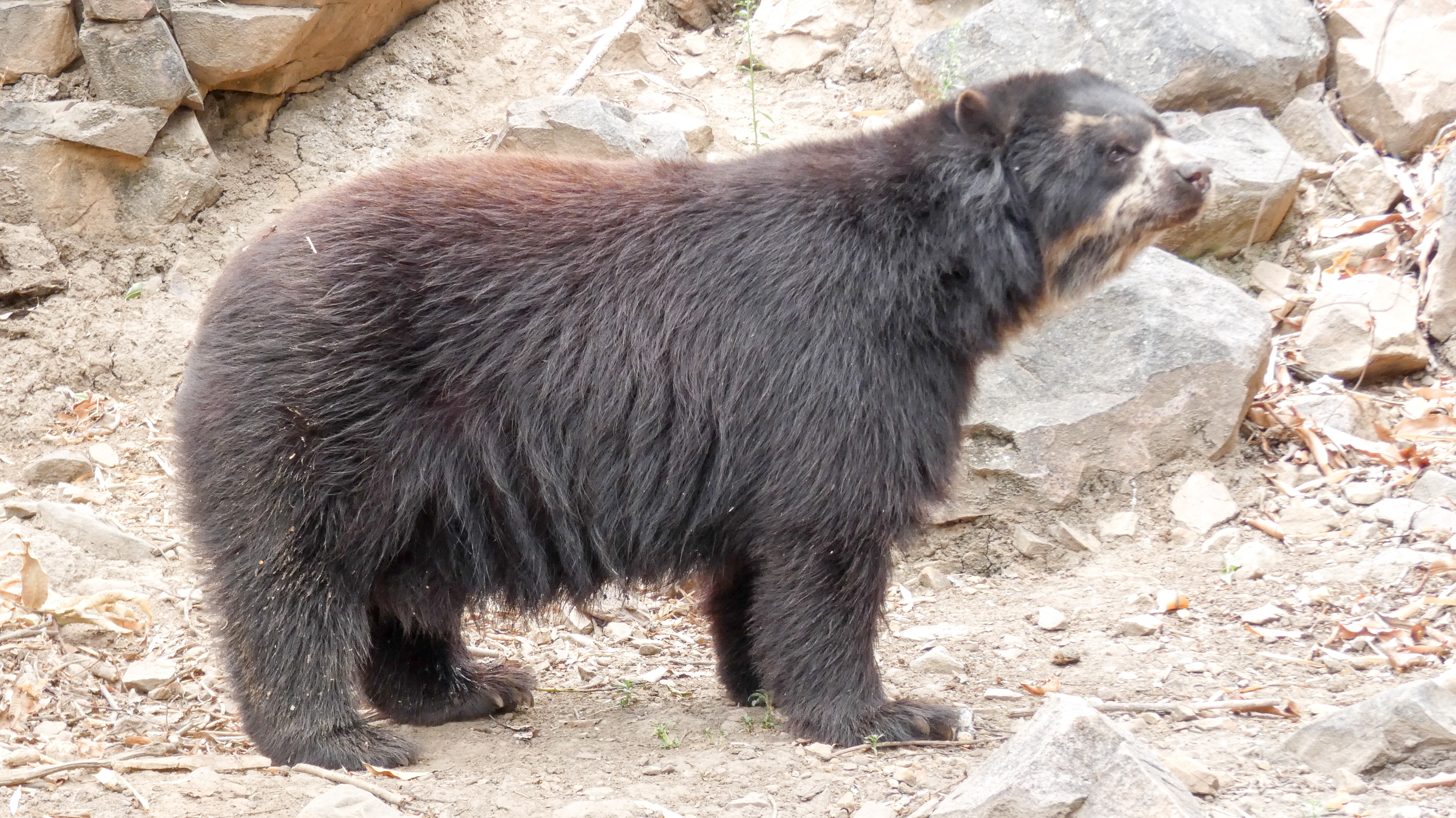
exemplaar in het Chaparri Reservaat, Peru

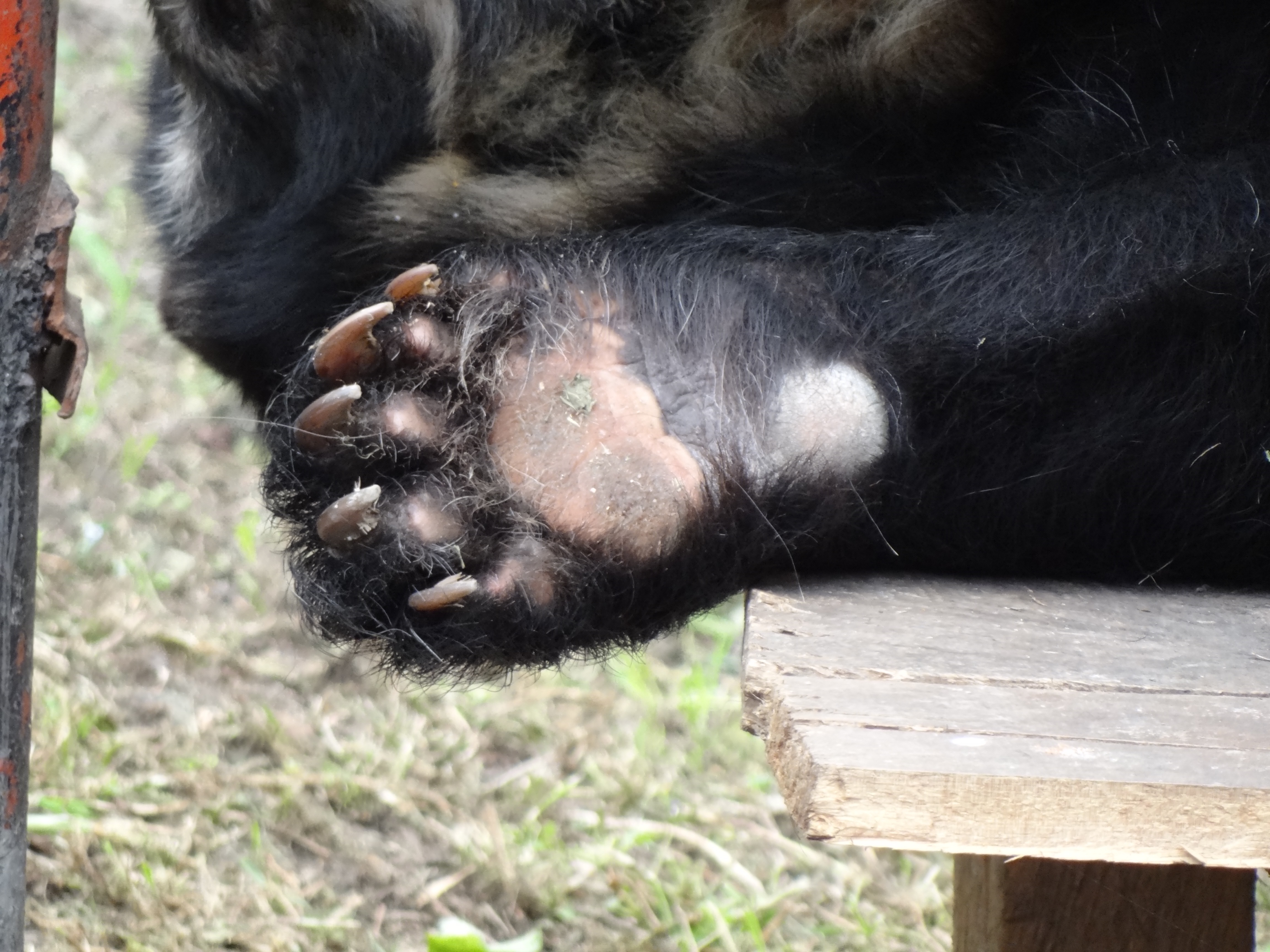
onderzijde voet met klauwen

De brilbeer is een middelgrote beer (kop-romplengte 1,20-1,75 m) die groter is dan de zonnebeer (Helarctos malayanus) van 1,00-1,40 m, maar vergelijkbaar in grootte met de Amerikaanse zwarte beer (Ursus americanus) die 1,43-1,57 m lang is. T. ornatus heeft de kortste snuit (9-13 cm) van alle berensoorten en de kortste schedel van alle berensoorten (19,5-20,8 cm), alleen vergelijkbaar met de zonnebeer (20,0-22,7 cm). 
De klauwen zijn kort aan zowel de voor- als achterpoten in vergelijking met de zonnebeer die sterk gebogen en puntige klauwen heeft. De onderkaak van de brilbeer heeft een uniek kenmerk dat niet aanwezig is bij andere soorten uit de berenfamilie: een diepe holte in de onderkaak vlak voor de aanhechting van de kauwspier. 
Verder hebben de brilbeer en de reuzenpanda geen opening in de tandenrij tussen de hoektand en de kiezen, zoals wel het geval is bij de overige insectivore en carnivore beren.

## Taxonomie
De brilbeer werd voor het eerst voor de wetenschap beschreven in 1825 door Frédéric Cuvier, de jongere broer van de beroemde Franse natuuronderzoeker Georges Cuvier, die het dier de naam Ursus ornatus gaf. De Zwitserse natuuronderzoeker Johann Jakob von Tschudi gaf de naam Ursus frugilegus in 1844 aan een exemplaar dat was verzameld in Peru. De eveneens Zwitserse zoöloog Heinrich Rudolf Schinz noemde de soort in 1845 Ursus fructilegus. Paul Gervais dacht in 1855 dat de beer van Cuvier een eigen geslacht zou moeten hebben dat hij Tremactos noemde. 
In 1864 plaatste John Edward Gray als onderdeel van zijn revisie van de berenfamilie de soort in hetzelfde geslacht geslacht als de Maleise beer en maakte de nieuwe combinatie Helarctos ornatus. De Engels zoöloog Philip Lutley Sclater gaf in 1868 een exemplaar uit Colombia de naam Ursus nasutus. Gray bedacht zich in 1873 en plaatste de brilbeer in een eigen, nieuw geslacht en noemde de soort Nearctos ornatus. Een jaar later realiseerde de Amerikaan Theodore Nicholas Gill zich dat de geslachtsnaam van Gervais voorrang heeft en hij gebruikte voor het eerst de huidige wetenschappelijke naam van de brilbeer: Tremarctos ornatus. 
In 1902 onderscheidde Oldfield Thomas een vorm uit zuidelijk Equador en noemde die Tremarctos ornatus majori. De Amerikaanse zoöloog William Hornaday meende een vorm uit het zuiden van Colombia te moeten onderscheiden en die noemde hij naar Thomas: Ursus ornatus thomasi. In 1924 beschreef A. Maria Tremarctos lasallei. De Spaanse zoöloog Ángel Cabrera meende in 1957 dat alle locale variaties tot dezelfde, veelvormige soort gerekend moeten worden. 
De brilbeer wordt gerekend tot de orde Carnivora, onderorde Caniformia, familie Ursidae en onderfamilie Tremarctinae. Het geslacht Tremactos is monotypisch, dat wil zeggen dat er slechts een soort leeft.

### Naamgeving
De geslachtsnaam Tremarctos komt van de Griekse woorden τρῆμα (trema) dat opening betekent en ἄρκτος (árktos) wat beer betekent en verwijst naar een ongebruikelijk gat in het opperarmbeen. De soortnaam ornatus is Latijn en betekent jurk, een verwijzing naar de lichtgekleurde vachtvlekken rond de ogen, snuit, borst en keel. Deze vlekken contrasteren met de zwartgekleurde vacht, die in sommige gevallen het uiterlijk van een bril creëert en de basis vormt voor de Nederlandse naam: brilbeer. In verschillende inheemse culturen van de Andes staat de soort bekend als jukumari, wat eveneens beer betekent.

### Verwantschap
Onderzoek op basis van vergelijking van homoloog DNA heeft meer inzicht in de verwantschap van de brilbeer gegeven. De reuzenpanda is de eerste afsplitsing in de berenfamilie. Daarna volgt de brilbeer. Alle andere beren zijn meer aan elkaar verwant dan de reuzenpanda en de brilbeer. Binnen deze overige beren is de verwantschap niet volledig duidelijk doordat bijvoorbeeld tussen de Amerikaanse zwarte beer en de kraagbeer gene flow heeft plaatsgevonden. De onderstaande verwantschapsboom geeft de huidige inzichten in de verwantschap van de brilbeer weer.
|  | \| \| lippenbeer \| \| \| \| \| \| honingbeer \| \| \| \| |
|  |                                                           |
|  | kraagbeer                                                 |
|  |                                                           |
|  | lippenbeer                                                |
|  |                                                           |
|  | honingbeer                                                |
|  |                                                           |

|  | lippenbeer |
|  |            |
|  | honingbeer |
|  |            |

|  | \| \| lippenbeer \| \| \| \| \| \| honingbeer \| \| \| \| |
|  |                                                           |
|  | kraagbeer                                                 |
|  |                                                           |
|  | lippenbeer                                                |
|  |                                                           |
|  | honingbeer                                                |
|  |                                                           |

|  | lippenbeer |
|  |            |
|  | honingbeer |
|  |            |

|  | Amerikaanse zwarte beer                                 |
|  |                                                         |
|  | \| \| bruine beer \| \| \| \| \| \| ijsbeer \| \| \| \| |
|  |                                                         |
|  | bruine beer                                             |
|  |                                                         |
|  | ijsbeer                                                 |
|  |                                                         |

|  | bruine beer |
|  |             |
|  | ijsbeer     |
|  |             |

|  | \| \| lippenbeer \| \| \| \| \| \| honingbeer \| \| \| \| |
|  |                                                           |
|  | kraagbeer                                                 |
|  |                                                           |
|  | lippenbeer                                                |
|  |                                                           |
|  | honingbeer                                                |
|  |                                                           |

|  | lippenbeer |
|  |            |
|  | honingbeer |
|  |            |

|  | \| \| lippenbeer \| \| \| \| \| \| honingbeer \| \| \| \| |
|  |                                                           |
|  | kraagbeer                                                 |
|  |                                                           |
|  | lippenbeer                                                |
|  |                                                           |
|  | honingbeer                                                |
|  |                                                           |

|  | lippenbeer |
|  |            |
|  | honingbeer |
|  |            |

|  | Amerikaanse zwarte beer                                 |
|  |                                                         |
|  | \| \| bruine beer \| \| \| \| \| \| ijsbeer \| \| \| \| |
|  |                                                         |
|  | bruine beer                                             |
|  |                                                         |
|  | ijsbeer                                                 |
|  |                                                         |

|  | bruine beer |
|  |             |
|  | ijsbeer     |
|  |             |

|  | \| \| lippenbeer \| \| \| \| \| \| honingbeer \| \| \| \| |
|  |                                                           |
|  | kraagbeer                                                 |
|  |                                                           |
|  | lippenbeer                                                |
|  |                                                           |
|  | honingbeer                                                |
|  |                                                           |

|  | lippenbeer |
|  |            |
|  | honingbeer |
|  |            |

|  | \| \| lippenbeer \| \| \| \| \| \| honingbeer \| \| \| \| |
|  |                                                           |
|  | kraagbeer                                                 |
|  |                                                           |
|  | lippenbeer                                                |
|  |                                                           |
|  | honingbeer                                                |
|  |                                                           |

|  | lippenbeer |
|  |            |
|  | honingbeer |
|  |            |

|  | Amerikaanse zwarte beer                                 |
|  |                                                         |
|  | \| \| bruine beer \| \| \| \| \| \| ijsbeer \| \| \| \| |
|  |                                                         |
|  | bruine beer                                             |
|  |                                                         |
|  | ijsbeer                                                 |
|  |                                                         |

|  | bruine beer |
|  |             |
|  | ijsbeer     |
|  |             |

|  | \| \| lippenbeer \| \| \| \| \| \| honingbeer \| \| \| \| |
|  |                                                           |
|  | kraagbeer                                                 |
|  |                                                           |
|  | lippenbeer                                                |
|  |                                                           |
|  | honingbeer                                                |
|  |                                                           |

|  | lippenbeer |
|  |            |
|  | honingbeer |
|  |            |

|  | \| \| lippenbeer \| \| \| \| \| \| honingbeer \| \| \| \| |
|  |                                                           |
|  | kraagbeer                                                 |
|  |                                                           |
|  | lippenbeer                                                |
|  |                                                           |
|  | honingbeer                                                |
|  |                                                           |

|  | lippenbeer |
|  |            |
|  | honingbeer |
|  |            |

|  | Amerikaanse zwarte beer                                 |
|  |                                                         |
|  | \| \| bruine beer \| \| \| \| \| \| ijsbeer \| \| \| \| |
|  |                                                         |
|  | bruine beer                                             |
|  |                                                         |
|  | ijsbeer                                                 |
|  |                                                         |

|  | bruine beer |
|  |             |
|  | ijsbeer     |
|  |             |

|  | \| \| lippenbeer \| \| \| \| \| \| honingbeer \| \| \| \| |
|  |                                                           |
|  | kraagbeer                                                 |
|  |                                                           |
|  | lippenbeer                                                |
|  |                                                           |
|  | honingbeer                                                |
|  |                                                           |

|  | lippenbeer |
|  |            |
|  | honingbeer |
|  |            |

|  | \| \| lippenbeer \| \| \| \| \| \| honingbeer \| \| \| \| |
|  |                                                           |
|  | kraagbeer                                                 |
|  |                                                           |
|  | lippenbeer                                                |
|  |                                                           |
|  | honingbeer                                                |
|  |                                                           |

|  | lippenbeer |
|  |            |
|  | honingbeer |
|  |            |

|  | Amerikaanse zwarte beer                                 |
|  |                                                         |
|  | \| \| bruine beer \| \| \| \| \| \| ijsbeer \| \| \| \| |
|  |                                                         |
|  | bruine beer                                             |
|  |                                                         |
|  | ijsbeer                                                 |
|  |                                                         |

|  | bruine beer |
|  |             |
|  | ijsbeer     |
|  |             |

|  | \| \| lippenbeer \| \| \| \| \| \| honingbeer \| \| \| \| |
|  |                                                           |
|  | kraagbeer                                                 |
|  |                                                           |
|  | lippenbeer                                                |
|  |                                                           |
|  | honingbeer                                                |
|  |                                                           |

|  | lippenbeer |
|  |            |
|  | honingbeer |
|  |            |

|  | \| \| lippenbeer \| \| \| \| \| \| honingbeer \| \| \| \| |
|  |                                                           |
|  | kraagbeer                                                 |
|  |                                                           |
|  | lippenbeer                                                |
|  |                                                           |
|  | honingbeer                                                |
|  |                                                           |

|  | lippenbeer |
|  |            |
|  | honingbeer |
|  |            |

|  | Amerikaanse zwarte beer                                 |
|  |                                                         |
|  | \| \| bruine beer \| \| \| \| \| \| ijsbeer \| \| \| \| |
|  |                                                         |
|  | bruine beer                                             |
|  |                                                         |
|  | ijsbeer                                                 |
|  |                                                         |

|  | bruine beer |
|  |             |
|  | ijsbeer     |
|  |             |

|  | \| \| lippenbeer \| \| \| \| \| \| honingbeer \| \| \| \| |
|  |                                                           |
|  | kraagbeer                                                 |
|  |                                                           |
|  | lippenbeer                                                |
|  |                                                           |
|  | honingbeer                                                |
|  |                                                           |

|  | lippenbeer |
|  |            |
|  | honingbeer |
|  |            |

|  | \| \| lippenbeer \| \| \| \| \| \| honingbeer \| \| \| \| |
|  |                                                           |
|  | kraagbeer                                                 |
|  |                                                           |
|  | lippenbeer                                                |
|  |                                                           |
|  | honingbeer                                                |
|  |                                                           |

|  | lippenbeer |
|  |            |
|  | honingbeer |
|  |            |

|  | Amerikaanse zwarte beer                                 |
|  |                                                         |
|  | \| \| bruine beer \| \| \| \| \| \| ijsbeer \| \| \| \| |
|  |                                                         |
|  | bruine beer                                             |
|  |                                                         |
|  | ijsbeer                                                 |
|  |                                                         |

|  | bruine beer |
|  |             |
|  | ijsbeer     |
|  |             |

|  | \| \| lippenbeer \| \| \| \| \| \| honingbeer \| \| \| \| |
|  |                                                           |
|  | kraagbeer                                                 |
|  |                                                           |
|  | lippenbeer                                                |
|  |                                                           |
|  | honingbeer                                                |
|  |                                                           |

|  | lippenbeer |
|  |            |
|  | honingbeer |
|  |            |

|  | \| \| lippenbeer \| \| \| \| \| \| honingbeer \| \| \| \| |
|  |                                                           |
|  | kraagbeer                                                 |
|  |                                                           |
|  | lippenbeer                                                |
|  |                                                           |
|  | honingbeer                                                |
|  |                                                           |

|  | lippenbeer |
|  |            |
|  | honingbeer |
|  |            |

|  | Amerikaanse zwarte beer                                 |
|  |                                                         |
|  | \| \| bruine beer \| \| \| \| \| \| ijsbeer \| \| \| \| |
|  |                                                         |
|  | bruine beer                                             |
|  |                                                         |
|  | ijsbeer                                                 |
|  |                                                         |

|  | bruine beer |
|  |             |
|  | ijsbeer     |
|  |             |

## Gedrag
Net als andere berensoorten is de brilbeer een solitair dier. Ze ontlopen elkaar en zijn daarbij niet territoriaal. Ontmoetingen met mensen of met andere brilberen verlopen gedwee maar wel met de nodige voorzichtigheid. Als de moeder jongen heeft kan dit gedrag wel anders zijn, net als bij andere beren. Er zijn voorvallen bekend waarbij stropers zijn aangevallen door vrouwtjes met jongen.
De brilbeer is over het algemeen solitair, maar blijft tijdens de paringsperioden in stellen bijeen. Wanneer veel voedsel op een plaats aanwezig is, vormen beren soms grotere groepen om gewassen, landbouwafval of veekarkassen te eten. De brilbeer is meestal overdag actief, vooral tussen 6 en 10 uur. In Ecuador passen de brilberen hun activiteitenpatronen aan als er wilde honden actief zijn naar naar een piek tussen 12.00 en 14.00 uur. 
Kannibalisme is zeldzaam, maar er zijn twee gevallen gemeld in Ecuador. In één geval werd een wilde brilbeer neergeschoten door een jager en later opgegeten door andere beren. Een ander incident deed zich voor in Cayambe Coca National Park (Ecuador), waar een gereïntroduceerde vrouwelijke beer dood werd aangetroffen met tekenen van predatie toegeschreven aan een grote mannelijke beer. 
Boomnesten bestaan uit een platform en een ovale verdieping. Er wordt gebruik gemaakt van verschillende boomsoorten, zoals Benchesia, Ficus, Cedrela, Clusia en Podocarpus.

### Communicatie
Mannelijke brilberen brengen chemische geurmarkeringen aan op een verscheidenheid aan boomsoorten voor zelfreclame en mogelijk om territoria te markeren (hoewel dit een niet-geteste hypothese is), terwijl vrouwtjes geen geurmarkeringen aanbrengen, misschien vanwege het risico op kannibalisme door mannetjes. In droge gebieden van Peru concentreert Tremarctos ornatus zich op gebieden waar bomen wrijven in de buurt van waterpoelen. 
Brilberen produceren zes soorten geluid: keelgeluiden wanneer individuen nieuwsgierig zijn (kurrrrr, tuutucttt), geschreeuw wanneer de dieren om voedsel vechten, kleine snuifjes wanneer dieren andere individuen aanvallen en jankende geluiden (eggmmmmm) wanneer de dieren in het bos worden gevonden. Een man produceerde een bepaald geluid tijdens het masturberen (MMrnnMMrnn). Dit unieke geluid was op minstens 30 meter afstand te horen. Welpen in gevangenschap produceerden een zoemend geluid dat ongeveer 3,5 seconden aanhield, dat wordt geassocieerd met tevredenheid. Communicatie tussen moeder en jong in gevangenschap omvat trillende roepen en gegrom door de moeder. Geluiden die door de welp worden gemaakt, zijn onder meer trillers, gejank, gejammer, lang en kort gekrijs en geschreeuw.

### Voedsel
Het voedsel dat de brilbeer eet varieert met de seizoenen en is afhankelijk van de beschikbaarheid van fruit en andere voedselproducten en de beren kunnen migreren om aan voedsel te komen. Hoewel planten (ruim 300 verschillende plantensoorten) het merendeel van het voedsel uitmaken, wordt de brilbeer beschouwd als een opportunistische alleseter, met een hoge voorkeur voor consumptie van de groeiende toppen van planten en vruchten. Bromelia's, palmen, bamboe en fruit van Ericaceae en Lauraceae zijn de belangrijkste voedingsmiddelen die in het dieet worden geïdentificeerd. In droge gebieden in het noorden van Perú eten de beren regelmatig cactussen. 
Beren kunnen een belangrijke rol spelen bij het verspreiden van zaden van verschillende soorten, zoals Gaultheria vaccinioides, soorten Lauraceae en Styrax ovatus. De brilbeer eet verschillende landbouwgewassen zoals maïs, suikerriet en banaan, waardoor conflicten met menselijke gemeenschappen ontstaan. In berenpoep zijn resten gevonden van dieren als cavia's, agouti's, gordeldieren, neusbeertjes en vicuña's. De brilbeer jaagt op levende dieren, zoals ezels, koeien en schapen, maar eet ook aas. Ook zijn er stukjes plastic gevonden in uitwerpselen.

### Voortplanting
Normaal voortplantingsgedrag zoals gezien in gevangenschap omvat niet-agressieve gevechten en meerdere copulaties (2-8 copulaties) met tussenpozen van 8-60 minuten. Tijdens de zwangerschap bouwen en gebruiken de vrouwtjes holen. Het nesthol is ongeveer 2 m lang en 1 m breed met een beschutte kom in het midden die 1,5 m lang, 80 cm breed en 50 cm diep is. Het gebied rond het hol is schoon zonder uitwerpselen of sterke geuren om te voorkomen dat potentiële roofdieren worden aangetrokken. Het hol wordt ongeveer 9-12 weken na de geboorte gebruikt. Holen kunnen het hele jaar door worden gebruikt als de jongen volwassen zijn. 
Tijdens het zogen kunnen vrouwtjes tot 48 uur lang moederholen verlaten om voedsel te zoeken. De lange tijd weg van de jongen kan te wijten zijn aan antropogene effecten van verlies van leefgebied, met langere afstanden in gebieden met meer leefgebiedverlies. Volwassen vrouwtjes kunnen de jongen zelfs voor langere tijd in de steek laten vanwege een gebrek aan voedsel. De paring vindt meestal plaats tussen april en juni. 
De jongen, die bij de geboorte ongeveer 325 g wegen, worden meestal geboren in een periode met een ruim voedselaanbod. Een paar blijft meestal 1 tot 2 weken samen. De ogen van de jongen openen zich na 42 dagen. Ze verlaten het nest na 3 maanden, maar blijven wel nog tot hun tweede jaar bij de moeder. Ze leren van haar waar ze voedsel kunnen vinden, wat eetbaar is en wat gevaarlijk. De vader neemt geen deel aan de zorg voor de jongen. De kans is zelfs aanwezig dat ze door hem worden aangevallen.

## Ecologie
De brilbeer gebruikt verschillende habitattypen, van struikgewaswoestijn tot subalpiene páramos op hoogtes tussen 200 en 4.170 m, maar toont een voorkeur voor hoger gelegen bossoorten zoals vochtige bergbossen, dwergbossen en Andes-nevelwouden, graslanden op grote hoogte, páramo's, Polylepis-bos en eikenbossen. Lager gelegen habitats worden minder gebruikt, maar in het seizoen maken de beren bijvoorbeeld gebruik van het tropisch Amazonewoud in Peru en tropische droge kustbossen, op 140 en 1.300 m hoogte. 
De omvang van het leefgebied van brilberen verschilt sterk (tussen 6 en 60 km² voor mannetjes) en de leefgebieden van mannetjes zijn gemiddeld zo'n drie maal groter dan die van vrouwtjes. De brilbeer en bergtapirs komen vaak samen voor in ecosystemen op grote hoogte, zoals het Andesbos en de páramo, maar er is één melding van een aanval door een brilbeer op een bergtapir. Wanneer wilde honden voorkomen, neemt de populatiedichtheid van de beren af en veranderen hun activiteitenpatronen om de honden te ontlopen. Mestkevers voeden zich met de berenmest.

## Verspreiding, populatieomvang en bescherming
De brilbeer wordt beoordeeld als "kwetsbaar" op de Rode Lijst van bedreigde diersoorten van de IUCN, die sinds 1982 dezelfde categorie handhaaft, en is opgenomen in CITES (Convention on Trade in Endangered Species of Wild Fauna and Flora) Bijlage I sinds 1975. Er wordt geschat dat de brilbeerpopulatie afneemt, met ongeveer 2.500 à 10.000 individuen over diens verspreidingsgebied. Alle landen hebben de jacht op de brilbeer verboden, maar de handhaving is echter vaak slecht. Desalniettemin zijn er actieplannen voor natuurbehoud voorgesteld voor Venezuela, Colombia en Ecuador, is er een nationale evaluatie opgesteld voor Bolivia en zijn er onderwijs- en natuurbeschermingsprogramma's uitgevoerd in Bolivia, Peru, Colombia en Venezuela. De meeste programma's stuiten echter op implementatieproblemen als gevolg van een tekort aan financiering.  
De belangrijkste bedreigingen voor de brilbeer in zijn hele verspreidingsgebied zijn onder meer het verlies en de versnippering van leefgebieden, het illegaal doden en conflicten met mensen, of ze nu echt of vermeend zijn. Daarnaast vormt klimaatverandering een kritieke bedreiging voor de brilbeer, vooral door de impact op de ecosystemen op de grotere hoogte waar de beer leeft. 
Habitatverlies is voornamelijk te wijten aan uitbreiding van de landbouw en veeteelt, ondoelmatige land- en landbouwhervormingen, gevechten tussen het leger en guerrillabewegingen, uitbreiding van illegale gewassen en mijnbouw en olie-exploitatie. De aanleg van wegen en andere menselijke infrastructuur versnippert ook het habitat. Als brilberen zich vergrijpen aan vee worden ze soms gedood door veehouders. Ook wordt de beer gevangen voor illegale handel en voor gebruik in de traditionele geneeskunde. In Peru werden op verschillende plattelandsmarkten berenvet en lichaamsdelen te koop aangeboden. Er zijn geen schattingen voor het aantal gedode brilberen, maar het betreft waarschijnlijk aanzienlijke aantallen. Over het algemeen vormt het behoud van de brilbeer een grote uitdaging voor alle landen in zijn verspreidingsgebied.